# Vojtěšská štola
Vojtěšská štola se nachází v katastru obce Ptice v okrese Praha-západ, nedaleko Svárovské lípy, ve svahu Karabinského vrchu. Štola byla alespoň v první části vyražena ve středověku za pomoci mlátku a želízek. Dále ji pak v 19. století provozovala Pražská železářská společnost a sloužila k těžbě železné rudy. Okolo roku 1950 byla štola v rámci průzkumu ložiska zmáhána, a pravděpodobně rozšířena za pomocí moderních technologií. Důlní systém původně vedl až k obci Ptice do oblasti dříve označované jako „Důl Svárov”, dnes štola po cca 170 m zavalená. Vojtěšská štola měla plnit po vytěžení odvodňovací funkci. V současnosti je štola jako opuštěné důlní dílo veřejnosti nepřístupná a zabezpečená (od roku 2018).
Část štoly (zejm. sypný komín v pravé části sledné chodby) je s nebezpečnými důlními plyny. Nezavalená část štoly je z velké části do výšky 20–50 centimetrů zatopena vodou. Od listopadu do května je zde zimoviště netopýrů, převažujícím druhem je netopýr velký, vyskytuje se také vrápenec.
Štola je nesprávně občas označována jako štola svatého Vojtěcha. Historická literatura štolu označuje ale jako Albertská štola (německy Adalbert stollen) nebo také Vojtěšská štola, pojmenovanou po Vojtěchu Lannovi.